# Verwaltungsrecht (Österreich)
Das Verwaltungsrecht hat sämtliche Regelungen zum Inhalt, die die Staatsfunktion Verwaltung betreffen.

## Einteilung
Traditionellerweise wird das Verwaltungsrecht in 3 Gruppen untergliedert: das Allgemeine Verwaltungsrecht, das Verwaltungsverfahrensrecht, das Besondere Verwaltungsrecht.

### Allgemeines Verwaltungsrecht
Das Allgemeine Verwaltungsrecht behandelt großteils das Organisationsrecht und die allgemeinen Handlungsbefugnisse der Verwaltung. Es bestehen große Überschneidungen zum Verfassungsrecht.

### Verwaltungsverfahrensrecht
Das Verwaltungsverfahrensrecht regelt das Verfahren zwischen Bürger und Behörde. Darunter fällt:
- das Allgemeine Verwaltungsverfahren
- das Verwaltungsstrafrecht und das Verwaltungsstrafverfahren
- die Verwaltungsvollstreckung

### Besonderes Verwaltungsrecht
Zum Besonderen Verwaltungsrecht gehören die einzelnen Verwaltungsmaterien, wie beispielsweise das Gewerberecht, das Baurecht, Sicherheitspolizeirecht, Vergaberecht etc.